# Бороздиновский
Бороздиновский — посёлок в Новохопёрском районе Воронежской области России. Входит в состав Новопокровского сельского поселения.

## Население
| 2010 |
| ---- |
| 675  |

## Инфраструктура
В поселке имеется средняя общеобразовательная школа и фельдшерско-акушерский пункт от Новохопёрской ЦРБ.
Уличная сеть
| - ул. Абрикосовая - ул. Вишневая - ул. Восточная - ул. Запрудная - ул. Молодёжная - ул. Народная - ул. Новая | - ул. Почтовая - ул. Садовая - ул. Спортивная - ул. Фруктовая - ул. Центральная - ул. Юбилейная |